# Rudolf Hilferding

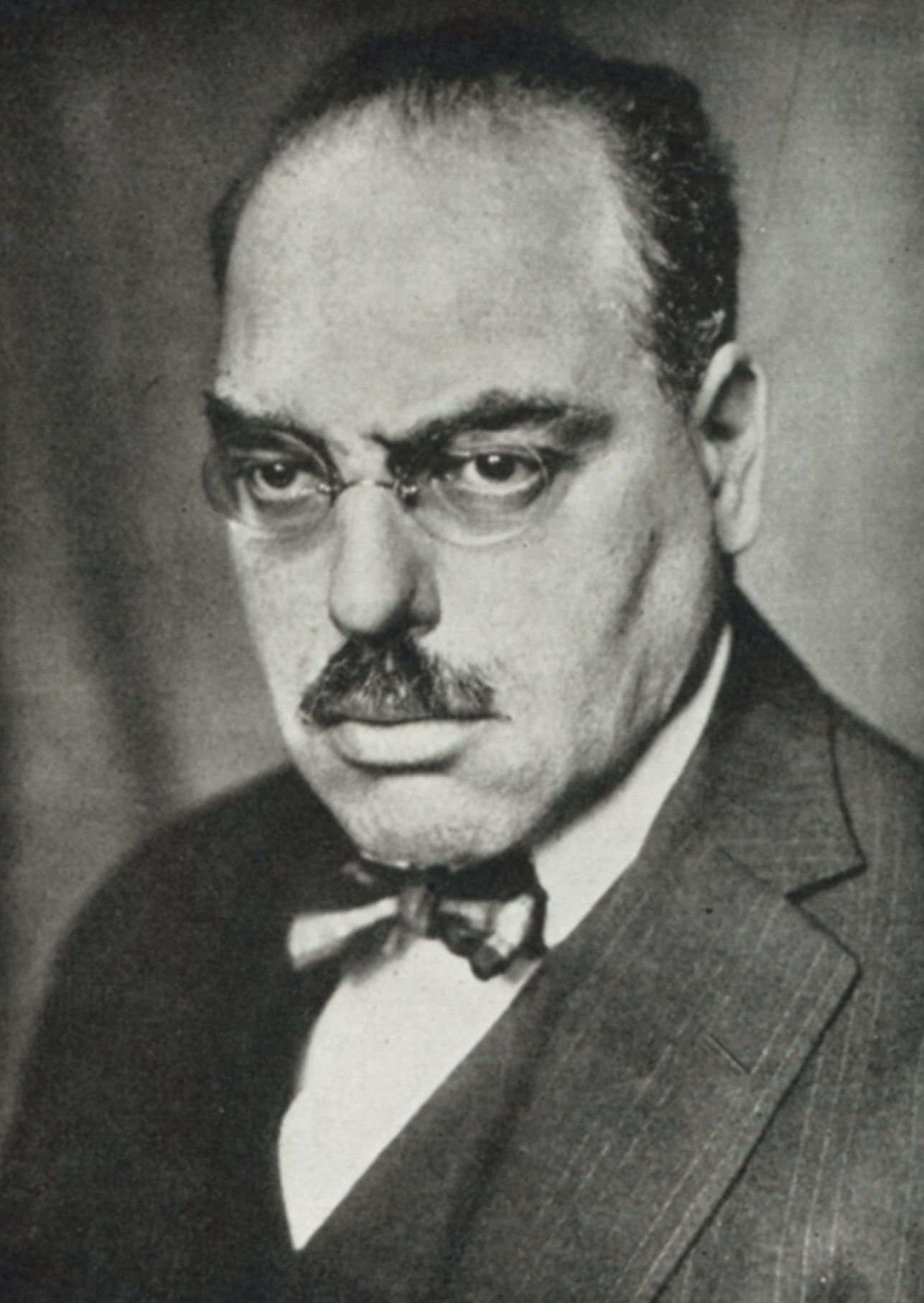
Rudolf Hilferding (um 1931)

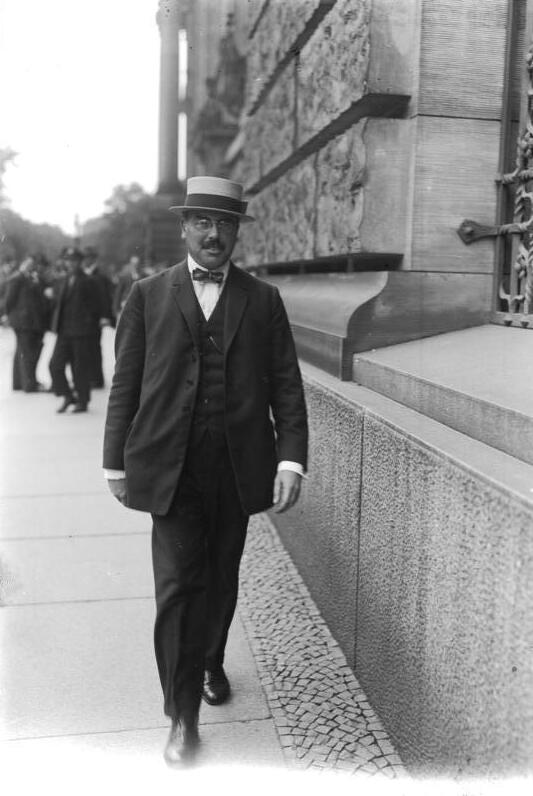
Rudolf Hilferding (1923)

Rudolf Hilferding (* 10. August 1877 in Wien; † 11. Februar 1941 in Paris) war ein sozialdemokratischer österreichisch-deutscher Politiker und Publizist. Als marxistischer Theoretiker und Ökonom war er in der Weimarer Republik zweimal Reichsminister der Finanzen. Mit dem Hauptwerk Das Finanzkapital begründete er die spätere Theorie vom Staatsmonopolistischen Kapitalismus. Von 1904 bis 1925 war er mit Max Adler Herausgeber der Marx-Studien.

## Leben
Hilferding war Kind des jüdischen Kaufmanns Emil Hilferding und dessen Frau Anna geb. Liß. 1904 heiratete er Margarete Hönigsberg, eine österreichische Lehrerin, Ärztin, Sozialdemokratin, Frauenrechtlerin und Individualpsychologin. Die Ehe wurde 1922 geschieden. 1923 heiratete Hilferding die Ärztin Rose Lanyi, die geschiedene Frau des Biologen Curt Thesing.
Von 1896 bis 1901 studierte Hilferding an der Universität Wien Medizin. Daneben befasste er sich mit Nationalökonomie und Finanzwirtschaft. Während der Studienzeit nahm er Kontakt zur Sozialdemokratischen Partei auf und trat der sozialdemokratischen Studentenvereinigung bei. Nach der Promotion 1901 praktizierte Hilferding zunächst als Arzt, 1906 wechselte er als Dozent für Nationalökonomie an die neugegründete Parteischule der SPD in Berlin, schied aber bereits im folgenden Jahr nach einer Ausweisungsandrohung seitens der preußischen Polizei wieder aus und arbeitete von 1907 bis 1915 als politischer Redakteur und später Schriftleiter des SPD-Zentralorgans Vorwärts.
1915 bis 1918 war er Feldarzt im Sanitätswesen der Österreichisch-Ungarischen Streitkräfte. Hilferding war ab 1917 Mitglied der linkeren USPD und von 1918 bis 1922 Chefredakteur des USPD-Zentralorgans Freiheit, das mit dem Vorwärts konkurrierte. Kurt Tucholsky meinte später polemisch, dass Hilferding das Blatt so harmlos gemacht habe, als ob er ein Vertreter des Reichsverbands zur Bekämpfung der Sozialdemokratie sei.

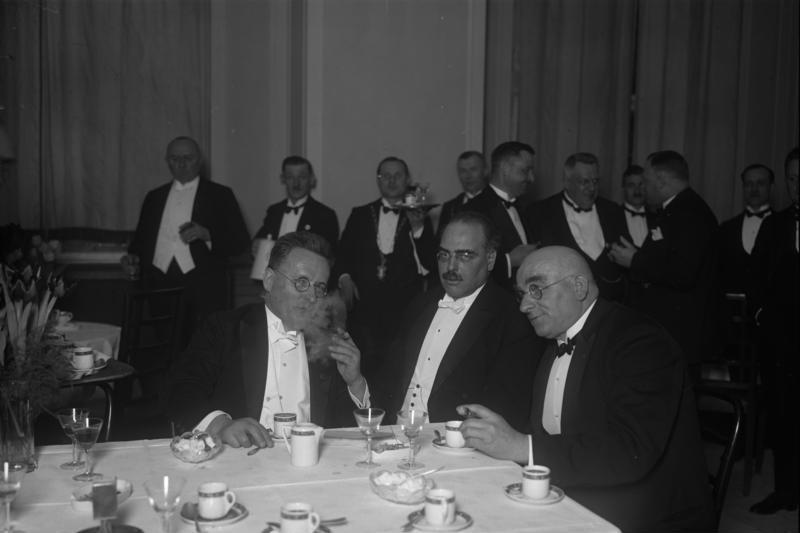
Rudolf Hilferding im Gespräch mit Otto Braun (rechts) und Paul Löbe (links), Aufnahme aus dem Jahr 1929

Hilferding engagierte sich im Folgenden für den Wiederanschluss der USPD an die SPD, der 1922 vollzogen werden konnte.
Im Kabinett Stresemann I (dem ersten Kabinett der Großen Koalition) war er vom 13. August bis zum 6. Oktober 1923 (während der Hyperinflation) Reichsminister der Finanzen. Von 1920 bis 1925 war er Mitglied im Vorläufigen Reichswirtschaftsrat. Von Mai 1924 bis 1933 saß er als Abgeordneter für die SPD im Reichstag. Von 1923 bis 1933 war er Mitglied des Senats der Kaiser-Wilhelm-Gesellschaft.
Im Kabinett Müller II (28. Juni 1928 bis zum 27. März 1930), der zweiten Großen Koalition der Weimarer Republik, war Hilferding erneut Finanzminister. In diesem sogenannten „Kabinett der Persönlichkeiten“ (unter Reichskanzler Hermann Müller (SPD)) enttäuschte Hilferding die Erwartungen auch seiner eigenen Partei (laut Hagen Schulze galt er als „notorischer Faulpelz“) und verlor sein Amt nach dem New Yorker Börsencrash Ende Dezember 1929, weil er an der Reichsbank vorbei Kassenkredite für das Reich aufnehmen wollte.
Im Juli 1933 ausgebürgert, ging er zunächst nach Zürich; ab 1938 lebte er in Frankreich. Er arbeitete für den Exilvorstand der SPD (SoPaDe), ohne dessen Mitglied zu sein. 1934 verfasste er das Prager Manifest, mit dem der Exilvorstand der Partei unter dem Druck der innerparteilichen Oppositionsgruppen Revolutionäre Sozialisten Deutschlands und „Neu Beginnen“ zum revolutionären Umsturz des NS-Regimes aufrief.
Nach der deutschen Besetzung Frankreichs wurde Hilferding zusammen mit Rudolf Breitscheid in Marseille von französischen Behörden verhaftet und am 9. Februar 1941 an die Gestapo ausgeliefert. Zwei Tage später starb er unter ungeklärten Umständen im Pariser Gestapo-Gefängnis, nachdem er auf dem Weg dorthin schwer gefoltert worden war.
Seine frühere Frau Margarete Hilferding wurde 1942 nach Theresienstadt deportiert und im selben Jahr in Treblinka ermordet; sein zum Katholizismus konvertierter Sohn Karl starb am 2. Dezember 1942 in einem Außenlager des KZ Auschwitz. Peter Hilferding, der jüngere Bruder von Karl, überlebte die NS-Zeit im neuseeländischen Exil. Rose Hilferding war 1940 im Pariser Exil von Rudolf Hilferding getrennt worden und flüchtete im Mai 1941 in die USA, wo sie 1959 starb.

## Theorie
Hilferding weist in seinem bekanntesten Werk Das Finanzkapital (1910) darauf hin, dass Kartellbildung, Konzentration in Form von Konzernbildung und Organisierung der Finanzmärkte zu einer zunehmenden Monopolisierung des Kapitals führen, bei dem kleinere Betriebe aber auch Banken permanent geschluckt werden. Das Finanzkapital und damit die Großbanken, die die Großbetriebe finanzieren, bekommen eine zentrale Rolle im Prozess der Kapitalkonzentration. Sie können über das Aktienkapital das Geschäftsverhalten steuern. Es kommt zu einer Art von geplantem Kapitalismus. Das bedeutet, die anarchisch-kapitalistische Wirtschaftsentwicklung der freien Konkurrenz wird aufgehoben und entwickelt sich im Laufe der Zeit zur Wirtschaftsordnung des organisierten Kapitalismus, eine These, die erst nach dem Finanzkapital Hilferdings volle Aufmerksamkeit bekommt. Ursprünglich ging Hilferding davon aus, dass bei zunehmender Fortschreibung der Entwicklung letztlich nur noch ein Konzern bestehen könnte, der das gesamte Wirtschaftsleben kontrolliert. Dies würde zwar in der Realität nicht eintreffen, aber im Stadium höchster Monopolisierung wird die Revolution die verbleibenden Konzerne vergesellschaften. Später kommt Hilferding zu dem Gedanken, dass der demokratische Staat in der Lage wäre, in den Prozess der „Organisierung“, der „Vergesellschaftung“ und der „Planung“ einer kapitalistischen Ökonomie einzugreifen. In der skizzierten bürokratisierten Wirtschaft könnten durch Demokratisierung auch Arbeitnehmer und gesellschaftliche Akteure in die Entscheidungen eingebunden werden. Der organisierte Kapitalismus bereitet einer demokratisch organisierten und kontrollierten Wirtschaft den Boden. Der Sozialismus könnte über die Wirtschaftsdemokratie auf demokratischem Weg erreicht werden.

## Bedeutung

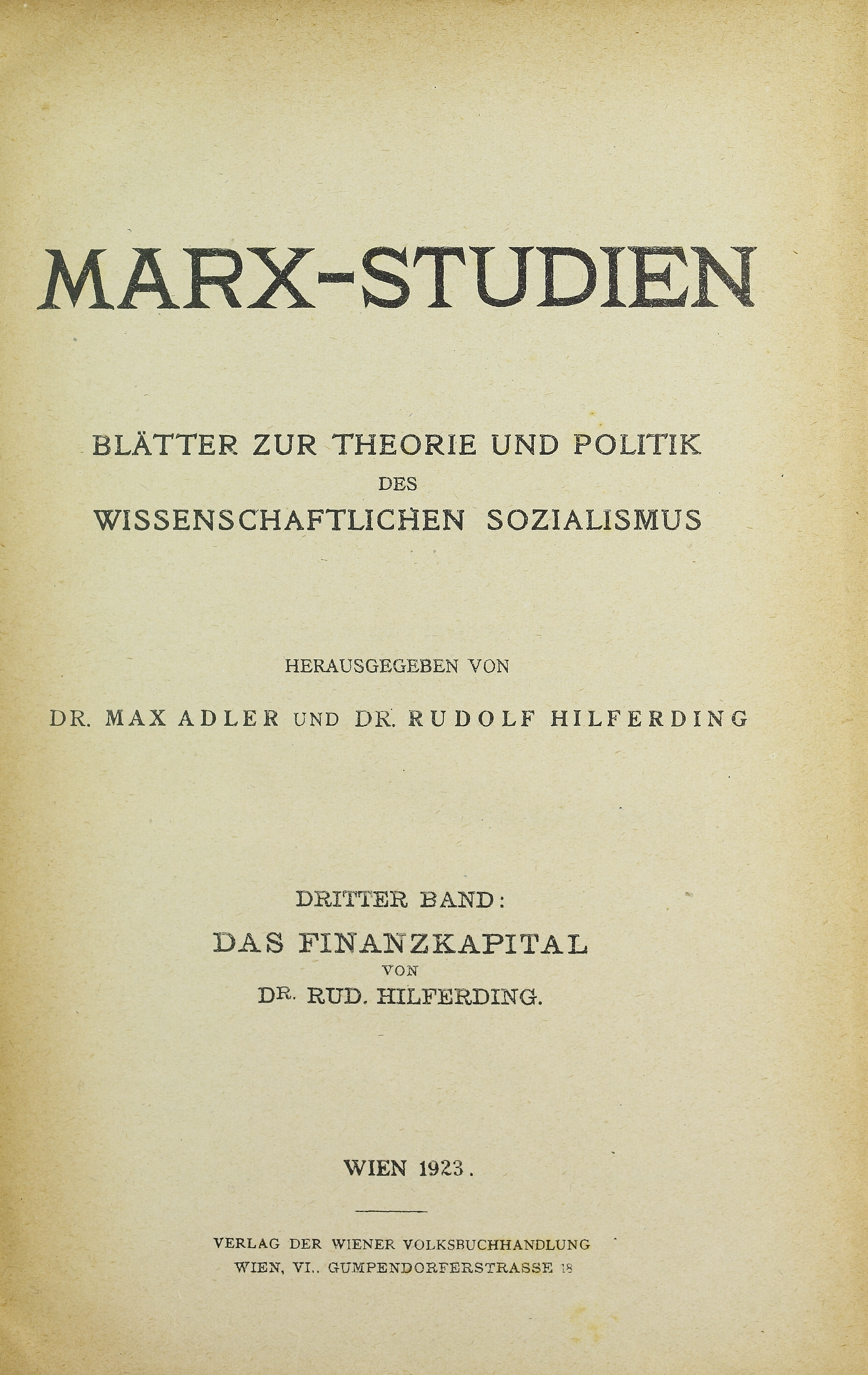
Finanzkapital, 1923

Hilferding gilt wegen seiner Herkunft als wichtiger Vertreter des so genannten Austromarxismus. Mitte der 1920er Jahre, nach der Wiedervereinigung von SPD und USPD, wurde er als „führender theoretischer Kopf der Partei“ (SPD) angesehen. Friedrich Stampfer bezeichnete Hilferding als Meister in der Kunst, die marxistischen Lehren den praktischen Bedürfnissen entsprechend zu adaptieren.
Sein theoretisches Hauptwerk Das Finanzkapital von 1910 und die darauf aufbauende Theorie des Organisierten Kapitalismus oder auch staatsmonopolistischen Kapitalismus (kurz: Stamokap) war die Basis für die sozialdemokratische Entwicklung hin zum Reformismus und Demokratischen Sozialismus.
Als Teilnehmer auf der Geheimkonferenz der Friedrich List-Gesellschaft im September 1931 über Möglichkeiten und Folgen einer Kreditausweitung blockierte er den Lautenbach-Plan – denn, so Hilferding, im Wesentlichen sei die kapitalistische Krise nur durch ihre „Selbstheilung“ behebbar.

## Büchersammlung
Die Büchersammlung Hilferdings befindet sich heute in der USB Köln. Jahre nach der Flucht seiner Frau aus Europa kehrten seine Bücher nach Deutschland zurück und wurden dem früheren Zentrumspolitiker und Reichskanzler Heinrich Brüning übergeben.

## Gedenken

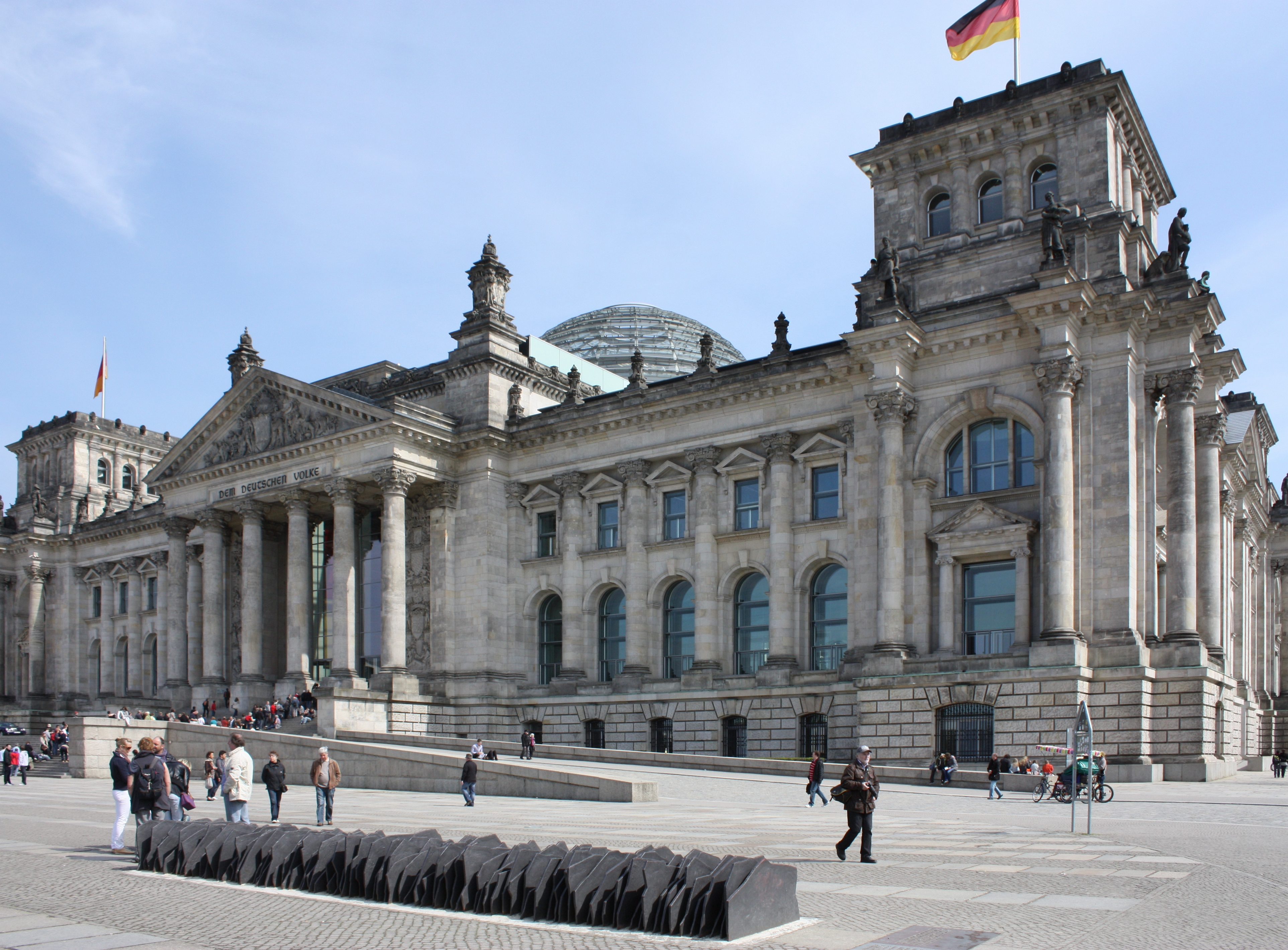
Gedenktafeln am Reichstag

- Seit 1992 erinnert in Berlin in der Nähe des Reichstags eine der 96 Gedenktafeln für von den Nationalsozialisten ermordete Reichstagsabgeordnete an Hilferding.
- Der Rudolf-Hilferding-Platz vor dem Haus des Reichs, Sitz des Senators für Finanzen in Bremen, wurde nach ihm benannt.
- In der Gedenkstätte der Sozialisten  ist sein Name auf der großen Porphyr-Gedenktafel verzeichnet.
- Das Skulpturenensemble Fragment von 1991 am Rudolf-Hilferding-Platz in Bremen  ist eine Hommage an Hilferding.
- Die Rudolf-Hilferding-Straße in Frankfurt am Main trägt seinen Namen.
- Der Hilferdingweg in Wien-Floridsdorf ist nach Rudolf, Margarete und Karl Hilferding benannt.

## Werke
- Kriegskapitalismus. In: Arbeiter-Zeitung., Wien 1915.
- Böhm-Bawerks Marx-Kritik. In: Marx-Studien. Blätter zur Theorie und Politik des wissenschaftlichen Sozialismus. Band 1, Wien 1904, S. 1–61 (Reprint: Auvermann, Glashütten 1971) mxks.de (PDF, 1,5 MB).
- Das Finanzkapital. In: Marx-Studien. Blätter zur Theorie und Politik des wissenschaftlichen Sozialismus. Band 3, Wien 1910, S. V–477 (Reprint: Auvermann, Glashütten 1971).
- Organisierter Kapitalismus. Referate und Diskussionen vom Sozialdemokratischen Parteitag 1927 in Kiel. s.n., Kiel 1927.